# معهد غروموف لبحوث الطيران
معهد غروموف لبحوث الطيران أو مؤسسة GFRI للاختصار (باللغة الروسية: Лётно-исследовательский институт имени М. М. Громова) هو مركز أبحاث حكومي روسي مهم يدير قاعدة اختبار الطائرات الموجودة في جوكوفسكي ، على بعد 40 كم جنوب شرق موسكو . يعرف المطار أيضًا باسم قاعدة رامنسكوي الجوية.

## نبذة
يمتلك ثاني أطول مدرج في العالم للاستخدام العام حيث يبلغ ارتفاعه 5,402 م (17,723 قدم) ، ويغطي مساحة تبلغ 2.5 مليون متر مربع. تم استخدام المطار كموقع هبوط احتياطي لبرنامج اختبار بوران (مكوك فضاء) وأيضاً كقاعدة اختبار للنماذج الأيروديناميكية لبوران.

## الأنشطة
- يستضيف GFRI بشكل دوري معرض ماكس الدولي للطيران[8]
- يستضيف GFRI مطار زوكوفسكي الدولي

## التاريخ
تأسس المعهد في 8 مارس 1941 بموجب مرسوم من مجلس مفوضي الشعب واللجنة المركزية للحزب الشيوعي للاتحاد السوفياتي. أصبح ميخائيل غروموف طيار الاختبار وبطل الاتحاد السوفياتي وأول رئيس لها. منذ البداية شارك المعهد في تطوير واختبار أنظمة الطائرات والمحمولة جواً وأجرى أبحاث الطيران من أجل تمهيد الطريق لمزيد من الأنشطة العلمية.
السنوات الأولى من وجود المعهد وقعت في أوقات الحرب. خلال الحرب استمر خبراء المعهد في تطوير توصيات للقضاء على عيوب صفات الطيران وقدرات القتال الحربي للطائرة واختبار الطيران لنماذج الطائرة ودرس الطائرات والمعدات الأجنبية سواء التي تم شراؤها أو أخذها كجوائز.

## أنشطة البحوث والتطوير الحالية
- أبحاث واختبارات الطيران على الطيران في الديناميكا الهوائية المنخفضة والعالية السرعة وديناميكيات الطيران وتقنيات الدفع وإلكترونيات الطيران.[11]
- خدمات اختبار وإصدار الشهادات للطائرات النموذجية والمعدات على متن السفن.
- البحث في سلامة رحلات الطيران والموثوقية وقابلية الصيانة والقدرات التشغيلية الأخرى.[12]
- مدرسة فيدتوف لتدريب الطيارين التجريبيين والملاحين ومهندسي الاختبار على متن الطائرة.
- تطوير وإنتاج وتشغيل مجموعة متنوعة من اختبارات الطيران.[13]
- تطوير وإنتاج أجهزة اختبار الطيران (أنظمة تخزين الحالة الصلبة وبيانات تجميع البيانات بتردد منخفض وعالي وأجهزة قياس اهتزازات الاهتزازات ومستشعرات درجة الحرارة الفورية ونبضات قياس الضغط المطلية المصغرة وأجهزة استشعار توزيع الضغط ومحولات ناقلات تدفق الهواء ذات الأسلاك الساخنة ومنتجات قياس الإجهاد الاحتكاك الهوائي الديناميكي).[14]

## صور

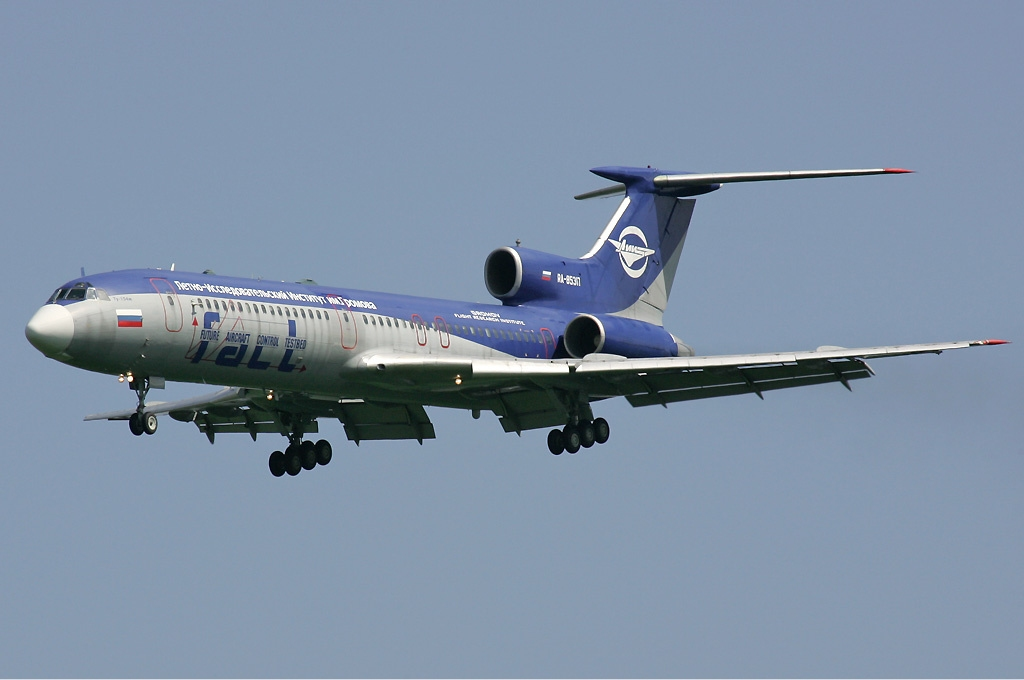
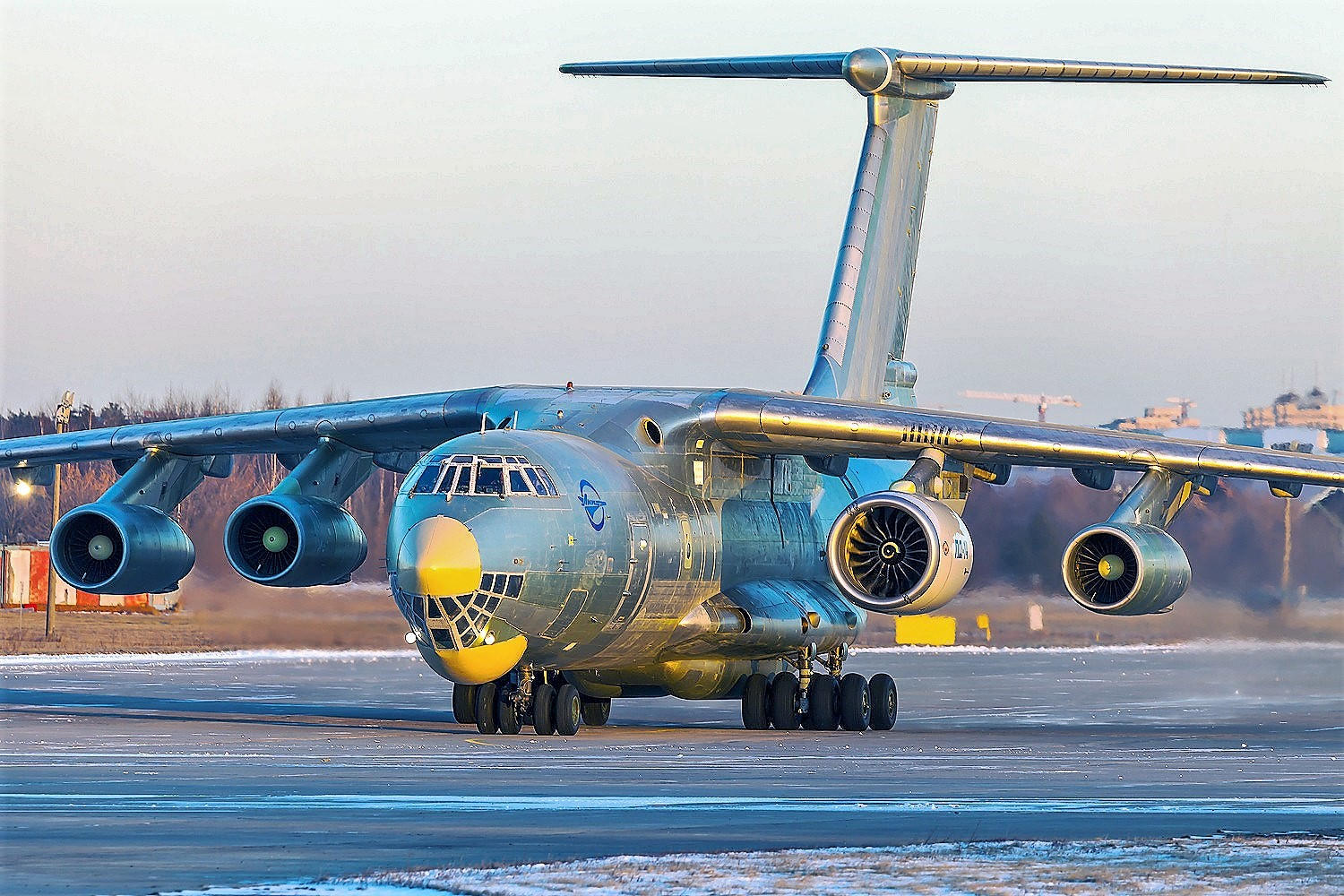
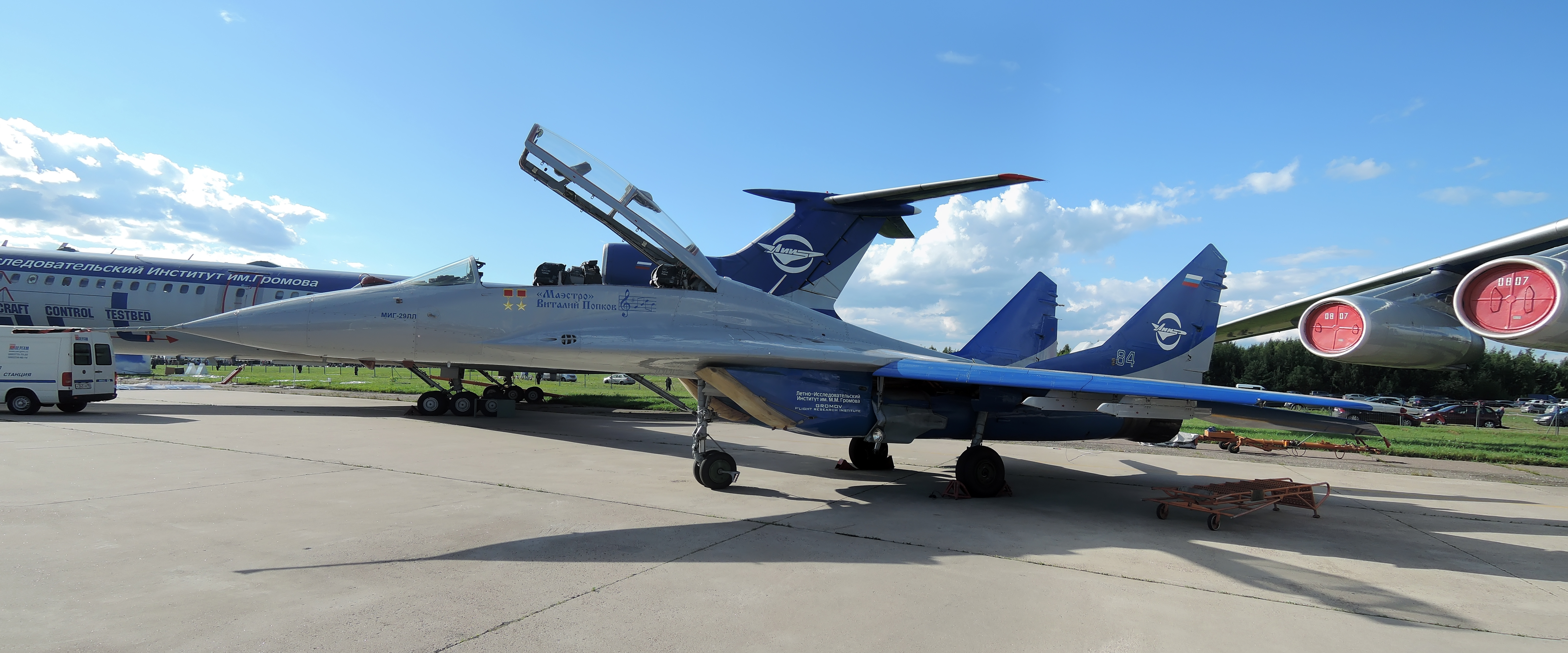
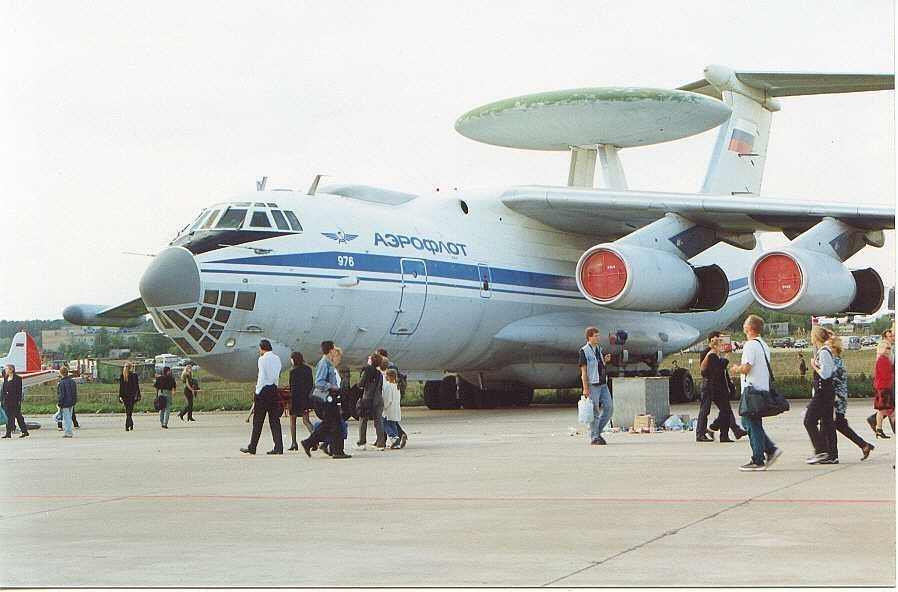
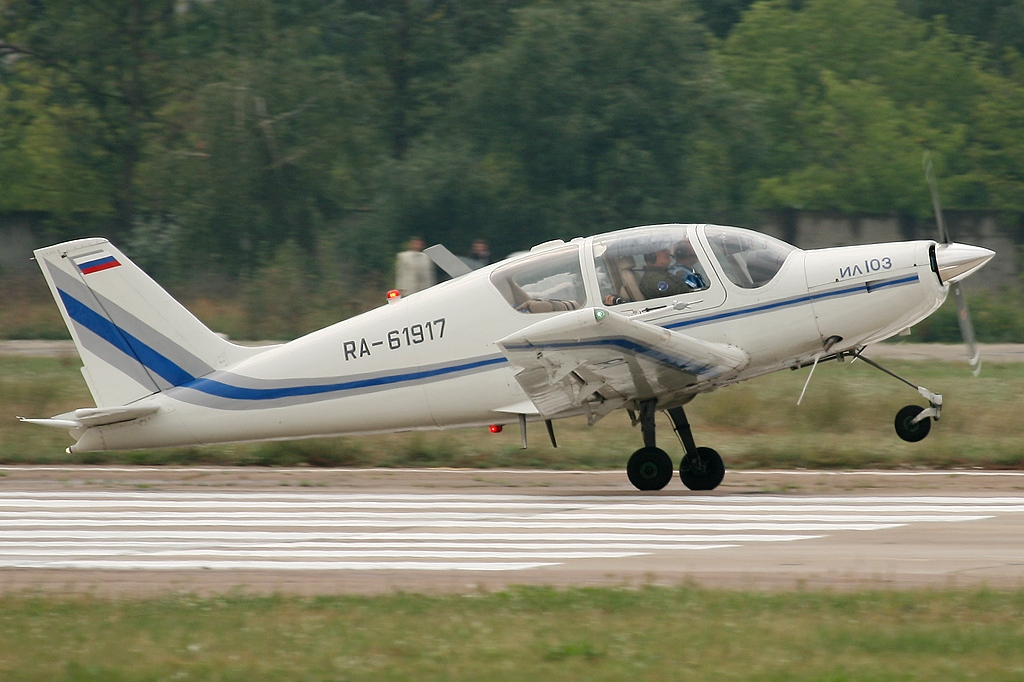